# Liurana
Liurana (лат.) — род бесхвостых земноводных из семейства Ceratobatrachidae. Являются эндемиками южного Китая (регион Сицзан, районы Западный Сианг, Нижний Субансири, Долина Дибанг и Долина Нижний Дибанг), северо-восточной Индии (Аруначал-Прадеш) и северной Бирмы. Обитают на высотах от 950 до 4100 м над уровнем моря.

## Классификация
На февраль 2023 года в род включают 7 видов:
- Liurana alpina Huang & Ye, 1997
- Liurana himalayana Saikia and Sinha, 2019
- Liurana indica Saikia and Sinha, 2019
- Liurana medogensis Fei, Ye, & Huang, 1997
- Liurana minuta Saikia and Sinha, 2019
- Liurana vallecula Jiang, Wang, Wang, Li, and Che, 2019
- Liurana xizangensis (Hu, 1977) — Тибетская крохотница